# Friedrich Nietzsche
Friedrich Wilhelm Nietzsche (tiếng Đức: [ˈfʁiːdʁɪç ˈvɪlhɛlm ˈniːtʃə] ⓘ hay [ˈniːtsʃə];; phiên âm tiếng Việt: Nitsơ; 15 tháng 10 năm 1844 – 25 tháng 8 năm 1900) là một nhà triết học người Đức. Ông bắt đầu sự nghiệp như là một nhà ngữ văn học và viết nhiều bài phê bình về tôn giáo, đạo đức, các vấn đề văn hóa đương thời, và triết học. Các tác phẩm của Nietzsche nổi bật với phong cách viết của ông, thường mang tính ẩn dụ (aphorism) và nhiều nghịch lý hơn là mức độ thông thường của các bài luận triết học. Nietzsche không được đánh giá cao bởi những người đương thời trong suốt cuộc đời của ông, nhưng đầu thế kỉ 20, ông đã được giới trí thức ở Đức, Pháp và Anh công nhận. Ông bắt đầu bị mang tiếng xấu khi Đảng Quốc xã của Đức chọn ông là một tiền bối, mặc dù Nietzsche có quan điểm chống chủ nghĩa bài Do Thái và chủ nghĩa dân tộc Đức. Sau Chiến tranh thế giới thứ hai, triết gia Walter Kaufmann bắt đầu một cố gắng bền bỉ nhằm khôi phục lại danh tiếng của Nietzsche trong các nước nói tiếng Anh, và vào nửa sau của thế kỉ 20 Nietzsche đã được xem là một nhân vật quan trọng có ảnh hưởng lớn trong triết học hiện đại. Trực tiếp và gián tiếp (thông qua Martin Heidegger), Nietzsche đã ảnh hưởng đến thuyết hiện sinh (existentialism), chủ nghĩa hậu hiện đại (postmodernism), phân tâm học (psychoanalysis) và nhiều tư tưởng theo sau đó.

## Tiểu sử

### Tuổi trẻ (1844 – 1869)
Sinh ngày 15 tháng 10 năm 1844 với tên rửa tội là Friedrich Wilhelm, Nietzsche sống một thành phố nhỏ mang tên Röcken, gần Leipzig, thuộc tỉnh Saxony của nước Phổ (từ năm 1871 là nước Đức). Tên của ông được đặt theo tên vua Friedrich Wilhelm IV của Phổ, người tròn 49 tuổi vào ngày sinh của Nietzsche. (Sau này, Nietzsche bỏ tên đệm "Wilhelm".) Cha mẹ của Nietzsche, Carl Ludwig (1813–1849), một mục sư Giáo hội Luther và cựu giáo viên, và Franziska Oehler (1826–1897), thành hôn năm 1843. Em gái ông, Elisabeth, sinh năm 1846, theo sau là em trai, Ludwig Joseph, sinh năm 1848. Cha của Niezsche qua đời vì bệnh não vào năm 1849; em trai ông chết năm 1850. Sau đó, gia đình chuyển về Naumburg, nơi họ sống với bà nội của Nietzsche và hai người cô chưa lập gia đình. Sau khi bà nội của Nietzsche qua đời vào năm 1856, gia đình chuyển về nhà riêng của họ.

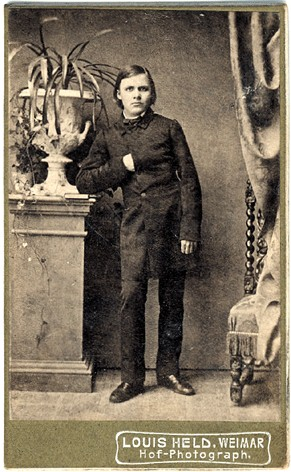
Friedrich Nietzsche, 1861

Trong suốt thời gian này, Nietzsche theo học trường nam sinh và sau đó là một trường tư, nơi ông kết bạn với Gustav Krug và Wilhelm Pinder, cả hai đều xuất thân từ gia đình danh giá. Vào năm 1854 ông bắt đầu theo học trường Domgymnasium ở Naumburg, nhưng sau khi ông biểu lộ các tài năng về âm nhạc và ngôn ngữ, trường Schulpforta nổi tiếng thế giới nhận ông vào học, ông tiếp tục học tại đó từ năm 1858 đến năm 1864. Tại đây, ông kết bạn với Paul Deussen và Carl von Gersdorff. Ông cũng có thời gian để làm thơ và sáng tác nhạc. Tại Schulpforta, Nietzsche tiếp nhận những giới thiệu quan trọng về văn chương, đặc biệt là văn học Hy Lạp và La mã cổ đại, và lần đầu tiên ông phải sống xa gia đình trong một thành phố nhỏ theo Cơ Đốc giáo.
Sau khi tốt nghiệp năm 1864, Nietzsche bắt đầu học về thần học và triết học cổ điển tại Đại học Bonn. Trong một thời gian ngắn, ông và Deussen trở thành thành viên của hội Burschenschaft Frankonia. Sau một học kì, (và mặc cho mẹ ông nổi giận) ông ngừng học về thần học và đánh mất đức tin tôn giáo. Điều này xảy ra có thể một phần là do ông đọc cuốn sách Cuộc đời của Jesus của David Strauss, cuốn sách này đã có một ảnh hưởng sâu sắc lên đầu óc non trẻ của Nietzsche. Nietzsche sau đó tập trung nghiên cứu về ngữ văn học dưới hướng dẫn của Giáo sư Friedrich Wilhelm Ritschl, người mà ông chuyển theo sang Đại học Leipzig năm kế tiếp đó. Nơi đó, ông trở thành bạn thân với sinh viên cùng khóa Erwin Rohde. Những bài báo đầu tiên về ngữ văn của Nietzsche xuất hiện không lâu sau đó.
Vào năm 1865, Nietzsche làm quen với các tác phẩm của Arthur Schopenhauer, và ông đọc cuốn Geschichte des Materialismus (Lịch sử Chủ nghĩa Duy vật) của Friedrich Albert Lange vào năm 1866. Ông thấy cả hai tác phẩm đó đem lại cảm hứng: chúng khuyến khích ông mở rộng chân trời vượt qua khỏi ngữ văn học và tiếp tục học lên cao. Vào 1867, Nietzsche đăng ký một năm phục vụ tình nguyện với đơn vị pháo binh của quân đội Phổ đóng tại Naumburg. Tuy nhiên, một tai nạn do cưỡi ngựa vào tháng 3 năm 1868 đã làm ông không còn thích hợp với quân ngũ. Do đó Nietzsche quay lại và hoàn thành việc học, và không lâu sau, cũng trong năm đó, ông đã gặp Richard Wagner lần đầu tiên.

### Giáo sư tại Basel (1869–1879)

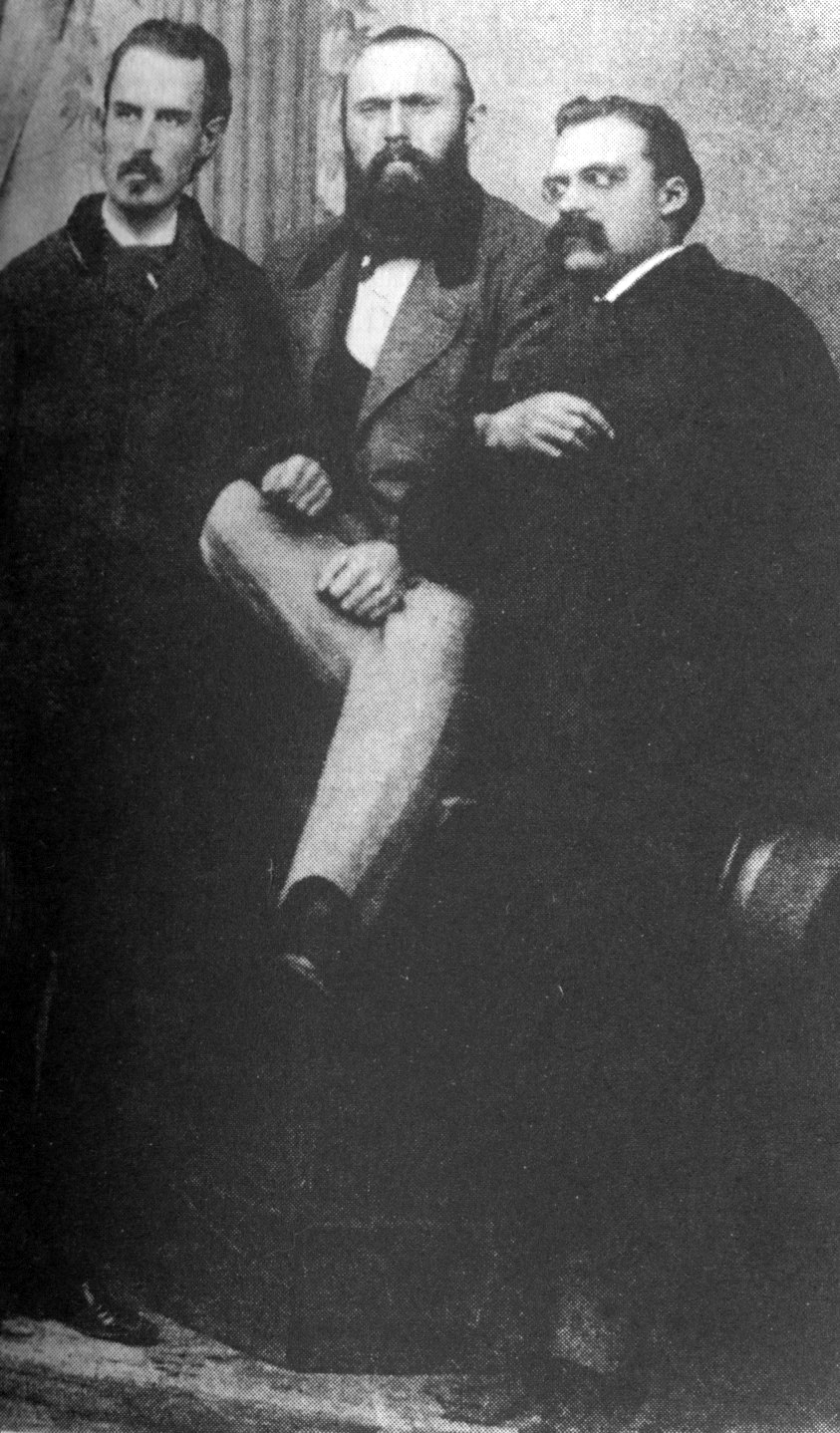
Tháng 10 năm 1871, trái sang phải: Erwin Rohde, Carl von Gersdorff và Friedrich Nietzsche

Một phần dựa vào sự giúp đỡ của Ritschl, Nietzsche nhận được một vị trí tốt để trở thành giáo sư về ngữ văn cổ điển tại Đại học Basel trước khi hoàn thành luận án tiến sĩ hay là bằng cấp về sư phạm. Sau khi chuyển về Basel, Nietzsche từ bỏ quốc tịch Phổ: cho đến cuối cuộc đời ông vẫn là một người chính thức là vô quốc tịch. Tuy nhiên, ông phục vụ phía Phổ trong cuộc Chiến tranh Pháp-Phổ từ 1870 đến 1871 như là một người phục vụ ở bệnh viện quân y. Trong thời gian ngắn trong quân đội ông đã trải qua nhiều tình huống, và chứng kiến những hậu quả tàn khốc của các trận đánh. Ông cũng mắc bệnh bạch hầu và bệnh lỵ (dysentery). Khi quay trở lại Basel vào năm 1870, Nietzsche quan sát sự thành lập Đế chế Đức và giai đoạn sau đó của Otto von Bismarck như là một người đứng ngoài và hoài nghi về tính chân thật của đế chế. Tại trường đại học, ông đọc bài diễn văn nhận chức, "Homer và Ngữ văn cổ điển". Nietzsche cũng gặp Franz Overbeck, một giáo sư thần học, người vẫn là bạn cho đến hết cuộc đời ông. Hai người đồng nghiệp khác, Afrikan Spir, một triết gia người Phổ ít đến biết đến và là tác giả của Ý nghĩ và Hiện thực (1873), và nhà sử học Jacob Burckhardt, người mà Nietzsche thường đi nghe giảng, bắt đầu có ảnh hưởng lớn lên Nietzsche suốt thời gian này.
Nietzsche đã gặp Richard Wagner ở Leipzig vào năm 1868, và (một thời gian sau đó) vợ của Wagner là Cosima. Nietzsche khâm phục cả hai người, và trong suốt thời gian tại Basel ông thường xuyên ghé thăm nhà của Wagner ở Tribschen trong bang Lucerne. Gia đình Wagners đem Nietzsche vào trong vòng những người thân mật nhất của họ, và họ cũng thích sự quan tâm ông dành cho họ vào lúc bắt đầu Bayreuth Festival Theatre. Vào năm 1870, ông đưa cho Cosima Wagner bản thảo 'Quá trình hình thành của ý tưởng tai họa' (The Genesis of the Tragic Idea) như là quà sinh nhật. Vào năm 1872, Nietzsche xuất bản cuốn sách đầu tiên của mình, Sự khai sinh của Tai họa từ Tinh thần của Âm nhạc (The Birth of Tragedy out of the Spirit of Music). Tuy nhiên, các đồng nghiệp ngữ văn cổ điển của ông, trong đó có cả Ritschl, đã tỏ ra không mấy nhiệt tình với tác phẩm này, trong đó Nietzsche đã bỏ đi phương pháp chính xác của ngữ văn để sử dụng một kiểu phỏng đoán triết học. Trong một cuộc bút chiến, Ngữ văn của tương lai, Ulrich von Wilamowitz-Moellendorff làm nản lòng những người tiếp nhận cuốn sách và làm tăng tiếng xấu của cuốn sách. Để đáp lại, Rohde (bây giờ đã là một giáo sư ở Kiel) và Wagner đã đứng ra bảo vệ Nietzsche. Nietzsche nhận xét khá tự do về sự cô lập mà ông cảm thấy trong cộng đồng ngữ văn và cố gắng xin một vị trí về triết học ở Basel, mặc dù là không thành công.

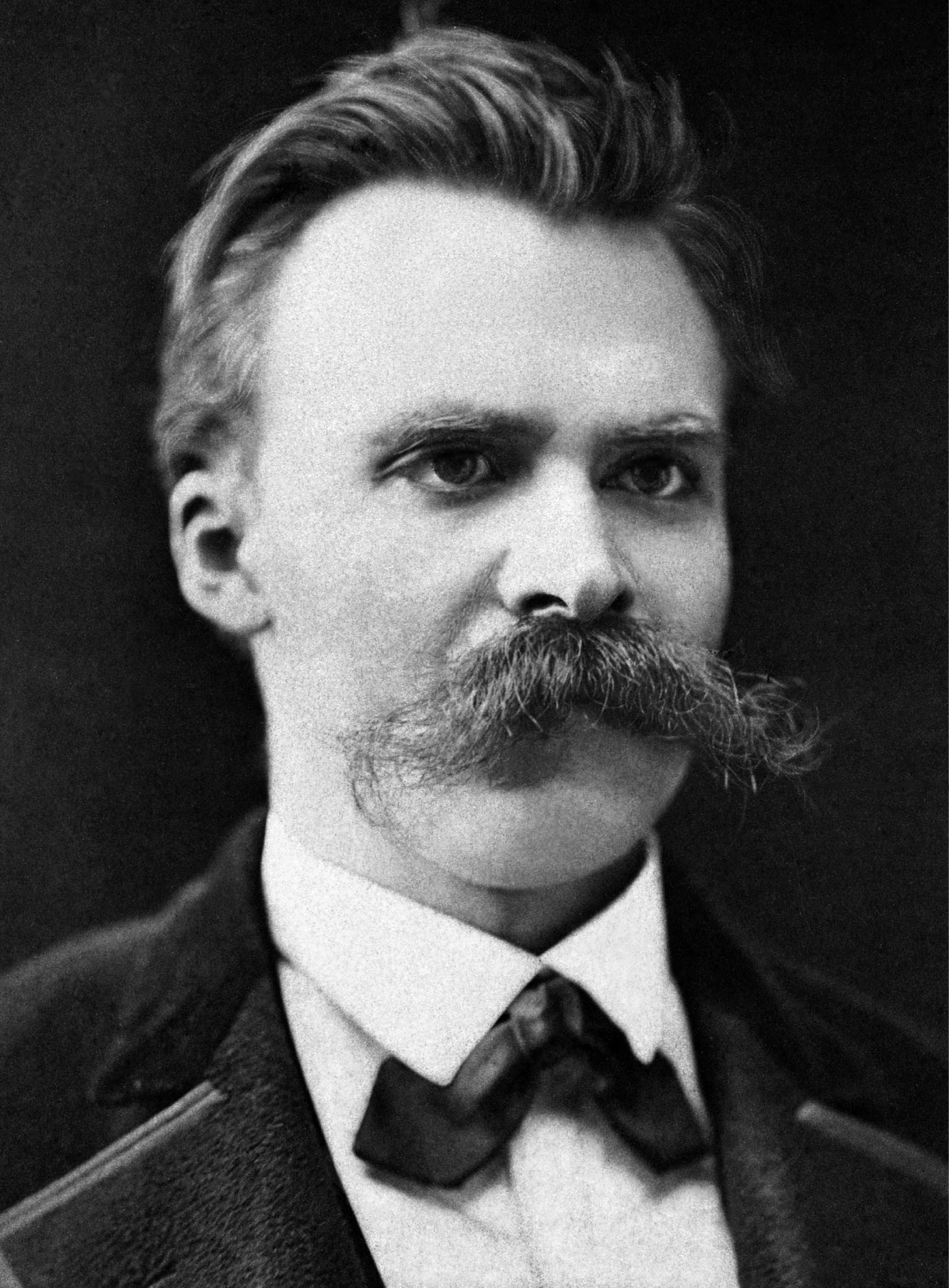
Friedrich Nietzsche tại Basel, khoảng 1875

Trong giai đoạn 1873 đến 1876, Nietzsche cho xuất bản bốn bài viết dài: David Strauss: người thú tội và nhà văn, Về cách sử dụng và lạm dụng lịch sử cho cuộc sống, Schopenhauer như là nhà giáo dục và Richard Wagner ở Bayreuth. (Bốn bài viết này sau này xuất hiện trong một cùng một cuốn sách với tựa đề, Sự suy ngẫm không hợp thời.) Bốn bài viết này cùng có hướng của một bài phê phán về văn hóa, thách thức sự phát triển của văn hóa Đức dọc theo các hướng đề nghị bởi Schopenhauer và Wagner. Bắt đầu vào năm 1873, Nietzsche cũng bắt đầu tích lũy các ghi chép sau này được xuất bản sau khi ông qua đời với tựa đề Triết lý trong thời đại tai họa của người Hy Lạp. Trong suốt thời gian này, trong những người quen của Wagners, Nietzsche gặp Malwida von Meysenbug và Hans von Bülow, và cũng bắt đầu tình bạn với Paul Rée, người vào năm 1876 sẽ ảnh hưởng đến việc từ bỏ sự bi quan trong các tác phẩm trước đây của ông. Tuy nhiên, năm 1876 ông thất vọng với Hội Bayreuth, các màn diễn sáo rỗng vô vị và công chúng tầm thường làm ông xa lánh và cuối cùng là giữ khoảng cách với Wagner.
Với sự xuất bản của Con người, Tất cả quá con người vào năm 1878, một cuốn sách với tính cách ngôn trên các chủ đề từ siêu hình học đến đạo đức và từ tôn giáo đến giới tính, sự xa rời của Nietzsche đối với triết lý của Wagner và Schopenhauer trở nên rõ ràng. Tình bạn của Nietzsche với Deussen và Rohde cũng nguội đi. Nietzsche trong thời gian này cố gắng tìm một người vợ — nhưng không tìm người vừa ý. Vào năm 1879, sau khi sức khỏe suy giảm nghiêm trọng, Nietzsche phải từ chức khỏi vị trí tại Basel. (Kể từ thời thơ ấu, ông phải chịu nhiều loại bệnh tật khác nhau — có lúc cận thị nặng đến lúc gần như bị mù, chứng nhức đầu, và các trận đau bao tử dữ dội. Tai nạn cưỡi ngựa vào năm 1868 và các bệnh tật vào năm 1870 có thể làm trầm trọng thêm các điều kiện sẵn có này, tiếp tục ảnh hưởng ông trong những năm ông ở Basel, làm cho ông phải đi nghỉ dài hơn và dài hơn cho đến khi làm việc bình thường không còn thi hành được nữa.)

### Triết gia độc lập (1879–1888)

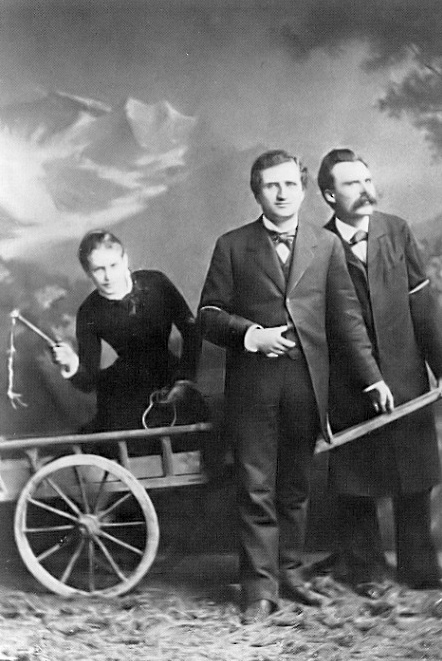
Lou Salomé, Paul Rée và Nietzsche, 1882

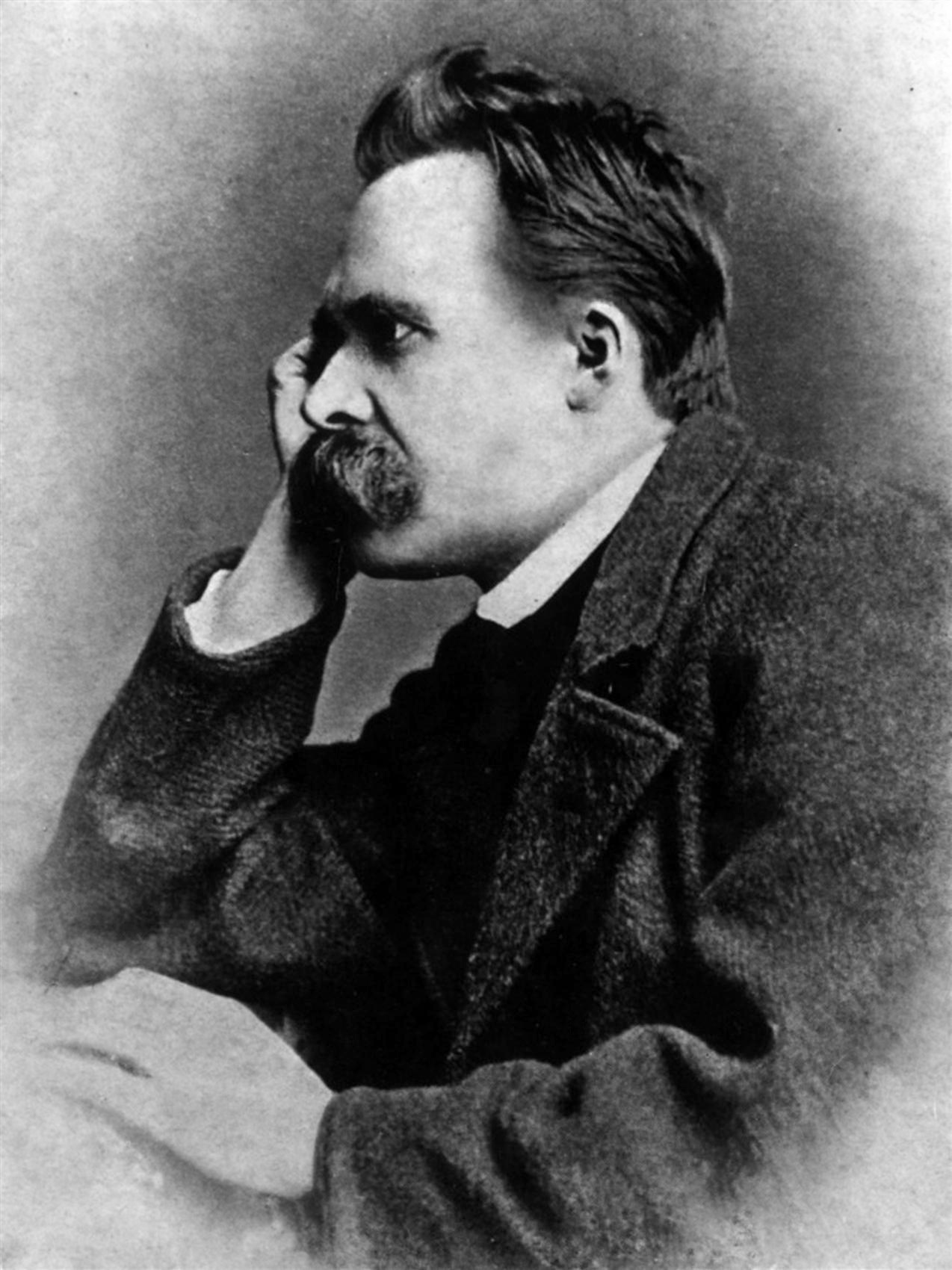
Friedrich Nietzsche, 1882

Bởi vì bệnh tật làm ông phải đi tìm một khí hậu dễ chịu hơn, Nietzsche thường xuyên đi du lịch, và sống cho đến năm 1889 như là một tác giả độc lập trong nhiều thành phố khác nhau. Ông trải qua nhiều mùa hè ở Sils Maria, gần St. Moritz ở Thụy Sĩ, và nhiều mùa đông ở các thành phố của Ý như là Genova, Rapallo và Turino, và ở thành phố Nice ở Pháp. Thỉnh thoảng ông quay về Naumburg để ghé thăm gia đình, và đặc biệt trong thời gian này, ông và chị ông luôn có những giai đoạn cãi vã và giải hoà. Ông sống bằng lương hưu từ Basel, nhưng cũng nhận sự giúp đỡ từ bạn bè. Một người học trò cũ của ông, Peter Gast (tên thật Heinrich Köselitz), trở thành như là thư ký riêng của Nietzsche. Cho đến cuối đời ông, Gast và Overbeck vẫn là những người bạn trung thành. Malwida von Meysenbug vẫn bảo vệ ông như là một người mẹ ngay cả bên ngoài vòng quen biết của Wagner. Không lâu sau Nietzsche liên lạc với nhà phê bình âm nhạc Carl Fuchs. Nietzsche đang ở giai đoạn ban đầu của thời ông viết khỏe nhất. Bắt đầu với Con người, Tất cả quá con người vào 1878, Nietzsche bắt đầu xuất bản một cuốn sách (hoặc một phần lớn của một cuốn sách) mỗi năm cho đến 1888, năm viết cuối cùng của ông, suốt năm đó ông hoàn thành năm cuốn. Vào năm 1879, Nietzsche xuất bản Các ý kiến các các câu châm ngôn tổng hợp, theo sau kiểu viết cách ngôn của Con người, Tất cả quá con người. Năm sau đó, ông xuất bản Kẻ lang thang và cái bóng của anh ta. Cả hai xuất hiện như là phần thứ hai của lần tái bản của Con người, Tất cả quá con người.
Vào năm 1881 Nietzsche xuất bản Lúc rạng đông: Những suy nghĩ về các thành kiến đạo đức, và năm 1882 phần đầu của Khoa học vui. Cũng năm đó ông gặp Lou Salomé thông qua Malwida von Meysenbug và Paul Rée. Nietzsche và Salomé cùng trải qua mùa hè ở Tautenburg trong vùng Thuringia, thường với chị ông là Elisabeth đi kèm theo. Tuy nhiên, Nietzsche xem Salomé kém hơn là một người ngang hàng mà như là một học sinh có tài. Ông đem lòng yêu cô ta và theo đuổi cô mặc cho người bạn chung của họ là Rée. Khi ông hỏi cưới cô, Salomé từ chối. Quan hệ của Nietzsche với Rée và Salomé tan vỡ vào mùa đông 1882/1883, một phần do những mưu đồ của chị ông là Elisabeth. Đối phó với những bộc phát mới của bệnh tật, và gần như là trong trạng thái cô đơn sau mâu thuẫn với mẹ và chị trong quan hệ với Salomé, và tràn đầy những ý nghĩ muốn tự vẫn, Nietzsche bỏ trốn đến Rapallo, nơi chỉ trong mười ngày ông viết phần đầu tiên của Zarathustra đã nói như thế.

## Các khái niệm quan trọng
Trong các nhà triết học quan trọng, các tác phẩm của Nietzsche có lẽ đã tạo ra ít sự nhất trí giữa những người giải nghĩa nhất. Tuy các khái niệm quan trọng có thể được xác định dễ dàng, nhưng người ta phải tranh cãi quyết liệt về ý nghĩa của mỗi khái niệm, chưa nói gì đến tầm quan trọng tương đối của chúng. Nietzsche đã có một tuyên bố nổi tiếng rằng Chúa đã chết (Gott ist tot), và cái chết này hoặc dẫn đến chủ nghĩa quan điểm (perspectivism) cấp tiến hoặc buộc người ta phải đối diện với thực tế rằng chân lý đã luôn luôn mang tính quan điểm (perspectival). Nietzsche còn được ghi nhận về sự phân biệt giữa đạo đức chủ và đạo đức nô (master-slave morality), đạo đức chủ nổi lên từ một sự ca tụng cuộc sống, đạo đức nô là kết quả của sự thù hận đối với những người có thể loại kia. Sự khác biệt này được tóm gọn là sự khác biệt giữa "tốt và xấu" ở bên này, và giữa "thiện và ác" ở bên kia; điều quan trọng là người "tốt" của đạo đức chủ là người "ác" của đạo đức nô. Một số khái niệm quan trọng khác của Nietzsche gồm Ý chí Quyền lực (Der Wille zur Macht) và Siêu nhân (Der Übermensch) và Hồi Quy Vĩnh Cửu (Die ewige Wiederkunft).

## Các câu nói
- Người chiến đấu với quái vật, nên cẩn thận đừng để bản thân cũng biến thành quái vật trong cuộc chiến.[6]
- Sống có nghĩa là phải luôn vượt qua chính mình. (trong "Zarathustra đã nói như thế")
- Không có sự thật nào cả, chỉ có sự diễn giải của sự thật đó mà thôi.
- Chúa đã chết (trong "Zarathustra đã nói như thế")
- Chúng ta không nên đi đến nhà thờ nếu chúng ta muốn hít thở không khí trong lành[7]
- Phật giáo thì hiện thực hơn Cơ Đốc giáo cả trăm lần.[8]
- [Cơ Đốc giáo và Phật giáo] đều thuộc về những tôn giáo hư vô chủ nghĩa – đều là những tôn giáo suy đồi.[9]